# Ministerio de Desarrollo Social (Argentina)
El Ministerio de Desarrollo Social de Argentina fue la cartera de gobierno que asistió al presidente de la Nación en aquellos temas referidos a la asistencia social y al desarrollo humano en el país. Dicho ministerio fue creado por la ley n.º 25 233 del 10 de diciembre de 1999.

## Historia
El ministerio de Desarrollo Social nació como «Ministerio de Asistencia Social» bajo la Presidencia de facto de Eduardo Lonardi, el 23 de septiembre de 1955. Su primer ministro fue Ernesto Rottger. Posteriormente fue disuelto hasta que durante el mandato de Arturo Frondizi recobró su rango bajo la denominación de «Ministerio de Asistencia Social y Salud Pública», denominación que tuvo hasta el golpe de Estado del 28 de junio de 1966, tras el cual fue renombrado «Ministerio de Bienestar Social». En 1981, Roberto Viola dividió al ministerio en dos, «Ministerio de Salud» y «Ministerio de Acción Social», hasta que, con la recuperación de la democracia en 1983 se fusionaron en el «Ministerio de Salud y Acción Social». El 10 de diciembre de 1999, el presidente Fernando de la Rúa le otorgó la denominación «Ministerio de Desarrollo Social», que tuvo durante veinte años, hasta su fusión bajo el mandato de Mauricio Macri con el Ministerio de Salud.
Al asumir como presidente en 2003, Néstor Kirchner nombró en el mismo a su hermana, Alicia Kirchner. Por un breve período, Alicia Kirchner fue reemplazada por Juan Carlos Nadalich, para volver luego al cargo. La ministra fue ratificada en el cargo durante el mandato de Cristina Fernández, que asumió en 2007. En diciembre de 2015, el nuevo presidente Mauricio Macri designó a Carolina Stanley al frente de la cartera.
El 3 de septiembre de 2018, el presidente Macri fusionó nuevamente el Ministerio de Salud con el Ministerio de Desarrollo Social, que fue renombrado como «Ministerio de Salud y Desarrollo Social». Los cambios se dieron en una modificación del gabinete nacional que redujo de 22 a 10 la cantidad de ministerios. La transformación administrativa del área de salud se hizo efectiva el 5 de septiembre de 2018. En esa misma modificación de la ley de ministerios, se incorporó el área de seguridad social del hasta entonces ministerio de Trabajo, Empleo y Seguridad Social. El 10 de diciembre de 2019, el presidente Alberto Fernández revirtió los cambios hechos por su predecesor  y renombró al ministerio como «Ministerio de Desarrollo Social» designando a Daniel Arroyo en el cargo de ministro. En 2021 asumió Juan Zabaleta y en 2022 fue sucedido por Victoria Tolosa Paz.
En diciembre de 2023 fue disuelto mediante DNU tras la asunción del presidente Javier Milei haciendo modificación en el Decreto 438/92. Se degradó a una secretaría que pasó a depender del Ministerio de Capital Humano 

## Competencias
De acuerdo a la Ley 22 520, las competencias de la cartera «son asistir al Presidente de la Nación y al Jefe de Gabinete de Ministros, en orden a sus competencias, en todo lo inherente a la política social orientada a la asistencia, promoción, cuidados e inclusión social y el desarrollo humano, la seguridad alimentaria, la reducción de la pobreza, el desarrollo de igualdad de oportunidades para los sectores más vulnerables, en particular para las personas con discapacidad, las niñas, los niños y adolescentes, las mujeres y los adultos mayores, la protección de las familias y el fortalecimiento de las organizaciones comunitarias, así como en lo relativo al acceso a la vivienda y el hábitat dignos y a la integración socio urbana, y al cumplimiento de los compromisos asumidos en relación con los tratados internacionales y los convenios multinacionales, en materia de su competencia…»

## Organismos descentralizados
El Ministerio cuenta con una administración centralizada y descentralizada. La primera se refiere a la dependencia administrativa y financiera que tienen cada una de las áreas. Dentro de ella, existen organismos desconcentrados, que son independientes en la elección de sus políticas de trabajo pero que dependen administrativamente del Ministerio. Estos son la Comisión Nacional de Pensiones y la Comisión Nacional de Coordinación del Programa de Promoción del Microcrédito para el Desarrollo de la Economía Social.
Los organismos descentralizados, que cuentan con administración propia, son el Instituto Nacional de Asuntos Indígenas, el Instituto Nacional de Asociativismo y Economía Social y Lotería Nacional.

## Sede
El Ministerio de Desarrollo Social tiene sede en los pisos del 13° al 21° del ex-Edificio del Ministerio de Obras Públicas, en Avenida 9 de Julio 1925. Comparte el edificio con el Ministerio de Salud, que ocupa los pisos inferiores.
Se trata de un rascacielos racionalista de 90 metros de altura y aspecto imponente, que domina el sector sur de la Avenida 9 de Julio, siendo el único edificio que se alza sobre el eje de esa arteria, además del Palacio Ortiz Basualdo y el Hotel Four Seasons. En rigor, el antiguo Ministerio de Obras Públicas (1933-1934) fue construido antes de la apertura de la Avenida 9 de Julio (1937-1975), y en ese momento se decidió no demolerlo. El Ministerio de Obras Públicas desapareció en 1992, y fue absorbido por el Ministerio de Economía, mudándose al Palacio de Hacienda desde ese momento.